# Bordolano
Bordolano är en ort och kommun i provinsen Cremona i regionen Lombardiet i Italien. Kommunen hade 596 invånare (2018).